# Izolacja rozrodcza
Izolacja rozrodcza zapobiega krzyżowaniu się już istniejących gatunków. Dzięki temu pula genów określonego gatunku nie miesza się z pulą innego, blisko spokrewnionego gatunku.
Rozróżniana jest izolacja prezygotyczna i izolacja postzygotyczna.

## Izolacja prezygotyczna
Zachodzi kiedy osobniki z dwóch populacji nie są w stanie wygenerować w warunkach naturalnych zygoty. Przykłady izolacji:
- geograficzna (wyspy, jeziora, bariery w postaci pasm górskich, rzek, pustyń, wodospadów)
- czasowa (np. rośliny kwitnące w innych porach)
- partnerska (brak rozpoznawania samców/samic innego gatunku)
- mechaniczna (np. niezgodność narządów płciowych u owadów)
- biochemiczna (np. brak odpowiednich białek powodujących adhezję plemników do jaja)

## Izolacja postzygotyczna
- hybrydy letalne in utero
- bezpłodność hybryd (np. muł)
- spadek witalności hybryd (ang. hybrid breakdown) w kolejnym pokoleniu (pokolenie F2 w porównaniu z pokoleniami F1 i P)